# Henri de Poitiers-Valentinois
Henri de Poitiers, dit par commodité de Poitiers-Valentinois, mort le 25 août 1370 à Troyes, est un prélat du XIVe siècle, évêque de Gap, puis de évêque de Troyes, issu de la Maison de Poitiers-Valentinois.

## Biographie
Henri est le  cinquième fils d'Aimar IV, comte du Valentinois et de Diois, et de Sybille de Baux, et a pour frères Guillaume, évêque de Langres, et Othon, évêque de Verdun.
Nommé en 1349 à l'évêché de Gap, il a à combattre une révolte des habitants de sa ville épiscopale, qui, indignés du meurtre commis par Hault-de-Cœur, bâtard de Poitiers, sur Ismidon de Montauban, parent de Dragonnet, son prédécesseur, ont pillé son palais et l'ont obligé de sortir de Gap en 1350. Après diverses rencontres, un accommodement est signé qui permet à Henri de revenir dans sa ville épiscopale où il demeure jusqu'à ce qu'il soit transféré à Troyes, par Clément VI, en 1353.
Brave guerrier, Henri de Poitiers met Robert Kernolle en déroute au moment où, après avoir brûlé le château d'Aix-en-Othe, il va s'emparer de la ville de Troyes. Il défait et prend Eustache d'Aubrécicourt dans les plaines de Nogent-sur-Seine (1358-1359) alors que celui-ci pillait le pays entre Nogent, Arcis et Torcy dans ce que Froissart nommait « sa chambre. »